# Rivoluzione americana
La Rivoluzione americana avvenne nel Nord America occupato dalle colonie britanniche tra il 1765 e 1783. Gli eventi della rivoluzione portarono alla guerra d'indipendenza americana (1775-1783), che si concluse con la vittoria delle Tredici colonie e la sconfitta dei britannici. Gli eventi della rivoluzione portarono gli americani a firmare il trattato che sancì la loro indipendenza dal Regno Unito e che portò alla nascita degli Stati Uniti d'America, il primo Paese al mondo basato su una democrazia liberale di stampo costituzionale.

## Storia

### La rivoluzione
Durante la seconda metà del Settecento, i coloni inglesi giunti nelle Americhe non volevano essere tassati dal Parlamento britannico, un organismo politico con cui non si identificavano più. Prima degli anni sessanta del Settecento, le colonie britanniche oltreoceano erano gestite dalle legislature locali a stretto contatto con la Corona britannica, che allora stava seguendo un principio di "salutare negligenza" (ovvero di attenta tutela e pragmatica tolleranza) nei confronti dei suoi territori. L'approvazione dello Stamp Act del 1765, che imponeva tasse interne alle colonie, spinse i rappresentanti delle stesse a riunirsi a New York nell'assemblea conosciuta come Stamp Act Congress, durante la quale riuscirono a riaffermare il diritto di poter essere tassati solo con leggi volute durante i raduni fra i capi coloniali, allentando così le tensioni interne. Tuttavia, l'emanazione dei Townshend Acts del 1767 fu all'origine di disordini che spinsero il governo britannico a inviare a Boston delle truppe militari durante il 1768. Una parentesi particolarmente drammatica fu il massacro di Boston del 1770, durante il quale cinque civili persero la vita. 
Ad esso seguirono l'incendio della goletta Gaspee, avvenuto a Rhode Island nel 1772, e il Boston Tea Party del mese di dicembre del 1773, entrambi eventi che aumentarono ulteriormente il clima di tensione. In segno di risposta, gli inglesi fecero chiudere il porto di Boston e promulgarono una serie di leggi punitive che revocavano di fatto i diritti di autogoverno della Colonia della Baia del Massachusetts. Altre colonie decisero di sostenere gli abitanti della Massachusetts Bay, e alcuni leader patrioti americani istituirono il proprio governo alla fine del 1774 in occasione del congresso continentale per coordinare le loro operazioni militari contro la Gran Bretagna; i coloni che invece restavano fedeli alla Corona inglese prendevano il nome di lealisti o tories.

### La guerra

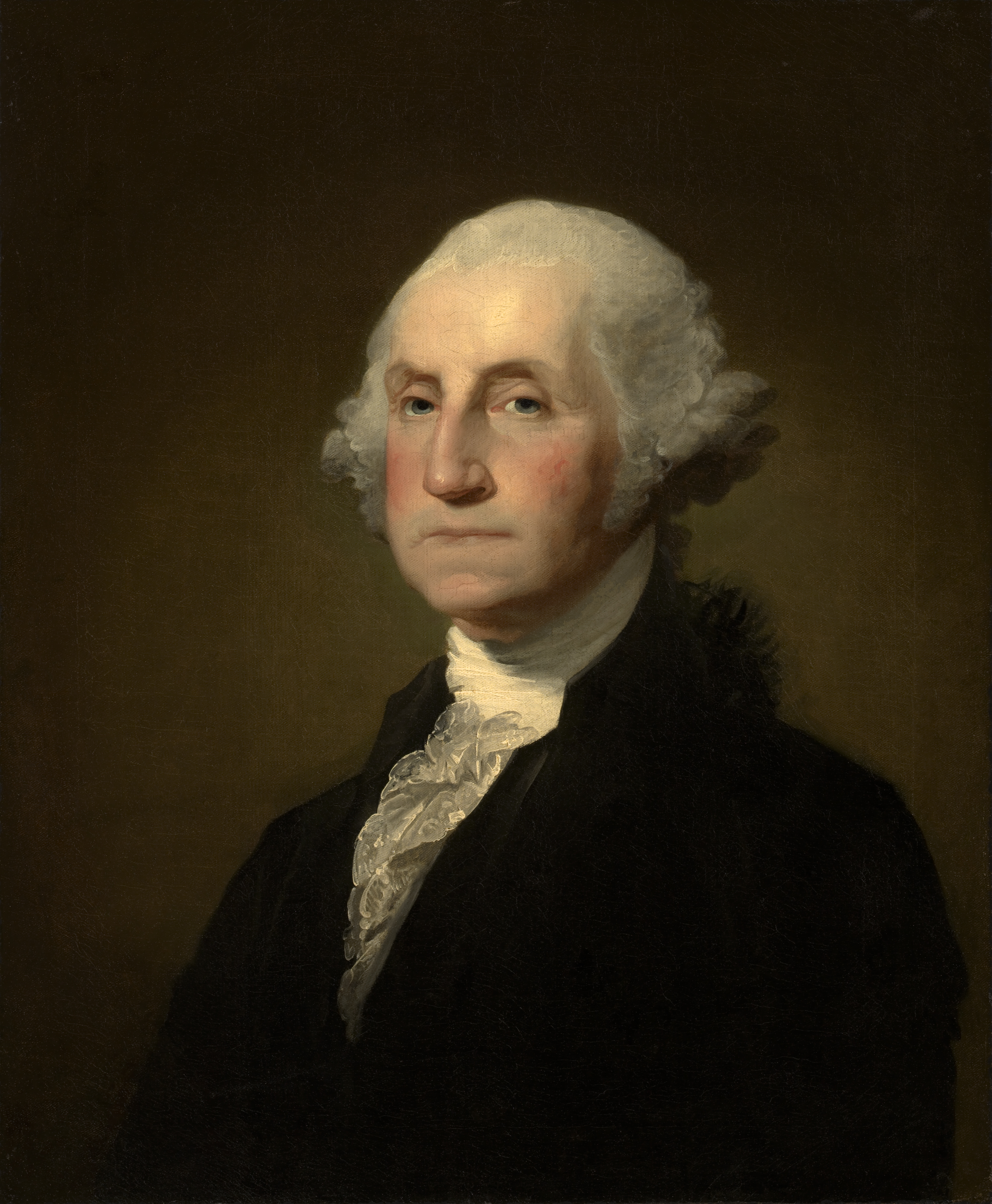
Ritratto di George Washington (1803) di Gilbert Stuart

La guerra civile scoppiò quando i soldati britannici giunti nelle Americhe per appropriarsi dei rifornimenti militari in un deposito di armi ebbero un violento scontro con la milizia patriota di Lexington e Concord il 19 aprile 1775. Grazie al supporto delle neonate forze armate coloniali, i militi sconfissero gli inglesi a Boston. I coloni formarono intanto un congresso continentale che deteneva il controllo degli ex governi coloniali, ruppero ogni rapporto di fedeltà con il Regno Unito e formarono l'esercito continentale guidato da George Washington. I congressisti consideravano il sovrano britannico Giorgio III del Regno Unito un tiranno che calpestava i diritti dei coloni perché inglesi e, durante il 4 luglio 1776, firmarono la carta con cui rivendicavano la loro indipendenza dai britannici. I patrioti professavano le filosofie politiche del liberalismo e del repubblicanesimo, rinnegavano ogni forma di monarchia e aristocrazia, e sostenevano che tutti gli uomini sono uguali e hanno quindi pari diritti.
Durante i mesi invernali del 1775 e il 1776, i patrioti tentarono senza successo di invadere il Québec. L'esercito continentale americano costrinse i britannici a lasciare Boston nel mese di marzo del 1776, ma, durante l'estate di quell'anno, gli inglesi conquistarono la città di New York e si servirono della sua area portuale per le loro missioni navali nel corso di tutta la rivoluzione. La Royal Navy fece chiudere diversi porti e riuscì a conquistare alcune città, ma fallì nei suoi tentativi di fermare l'esercito di George Washington. L'esercito continentale sconfisse l'armata britannica durante la battaglia di Saratoga nel mese di ottobre del 1777. I britannici decisero di dispiegare le forze contro la Francia, che si era intanto alleata con gli Stati Uniti. La Gran Bretagna tentò di mantenere il controllo degli stati del sud grazie al sostegno dei lealisti, e il punto focale del conflitto si spostò a sud. Durante i primi mesi del 1780, il britannico Charles Cornwallis sconfisse gli americani a Charleston, nella Carolina del Sud, ma non riuscì ad arruolare abbastanza volontari fra i lealisti per mantenere il controllo del territorio. Durante l'autunno del 1781, gli eserciti degli Stati Uniti e della Francia riuscirono a fermare le forze britanniche durante la battaglia di Yorktown. La fine della guerra civile si ebbe solo quando, il 3 settembre del 1783, venne firmato il trattato di Parigi, che rendeva gli ex territori coloniali britannici una nazione a sé stante. Gli Stati Uniti occuparono quasi tutti i territori a est del fiume Mississippi e a sud dei Grandi Laghi, mentre gli inglesi mantennero il controllo del Canada settentrionale. La Spagna, che aveva preso parte alla guerra contro il Regno Unito senza però allearsi con gli americani, ottenne la Florida.

### Dopo la rivoluzione
Al termine della guerra e della rivoluzione, le due fazioni nemiche ripresero gli scambi commerciali fra loro e, nel 1787, gli americani firmarono la costituzione, con la quale istituirono un governo rappresentato da un presidente, un organo giuridico nazionale e un congresso bicamerale composto da un Senato che rappresentava gli Stati, e una Camera dei rappresentanti che faceva il "portavoce" del popolo. Circa 60000 lealisti emigrarono in altri territori britannici, soprattutto nel Nord America Britannico, in Canada, ma la grande maggioranza di essi rimase negli Stati Uniti.